# Micropsitte de Geelvink
Micropsitta geelvinkiana
Espèce
Statut de conservation UICN

 NT  : Quasi menacé
Statut CITES
La Micropsitte de Geelvink (Micropsitta geelvinkiana) est une espèce d'oiseaux de la famille des psittacidés.
.

## Répartition
Elle est endémique des îles Schouten (Indonésie).

## Habitat
Elle habite les forêts humides tropicales et subtropicales de basse altitude et les jardins
Elle est menacée par la perte de son habitat.

## Sous-espèces
D'après Alan P. Peterson, 2 sous-espèces ont été décrites :
- Micropsitta geelvinkiana geelvinkiana (Schlegel) 1871  : Numfor ;
- Micropsitta geelvinkiana misoriensis (Salvadori) 1876 : Biak.